# Saint John (Barbados)
St. John – parafia we wschodniej części Barbadosu. Znajduje się tam znany Codrington College – stara anglikańska szkoła teologiczna.